# Grobowa cisza

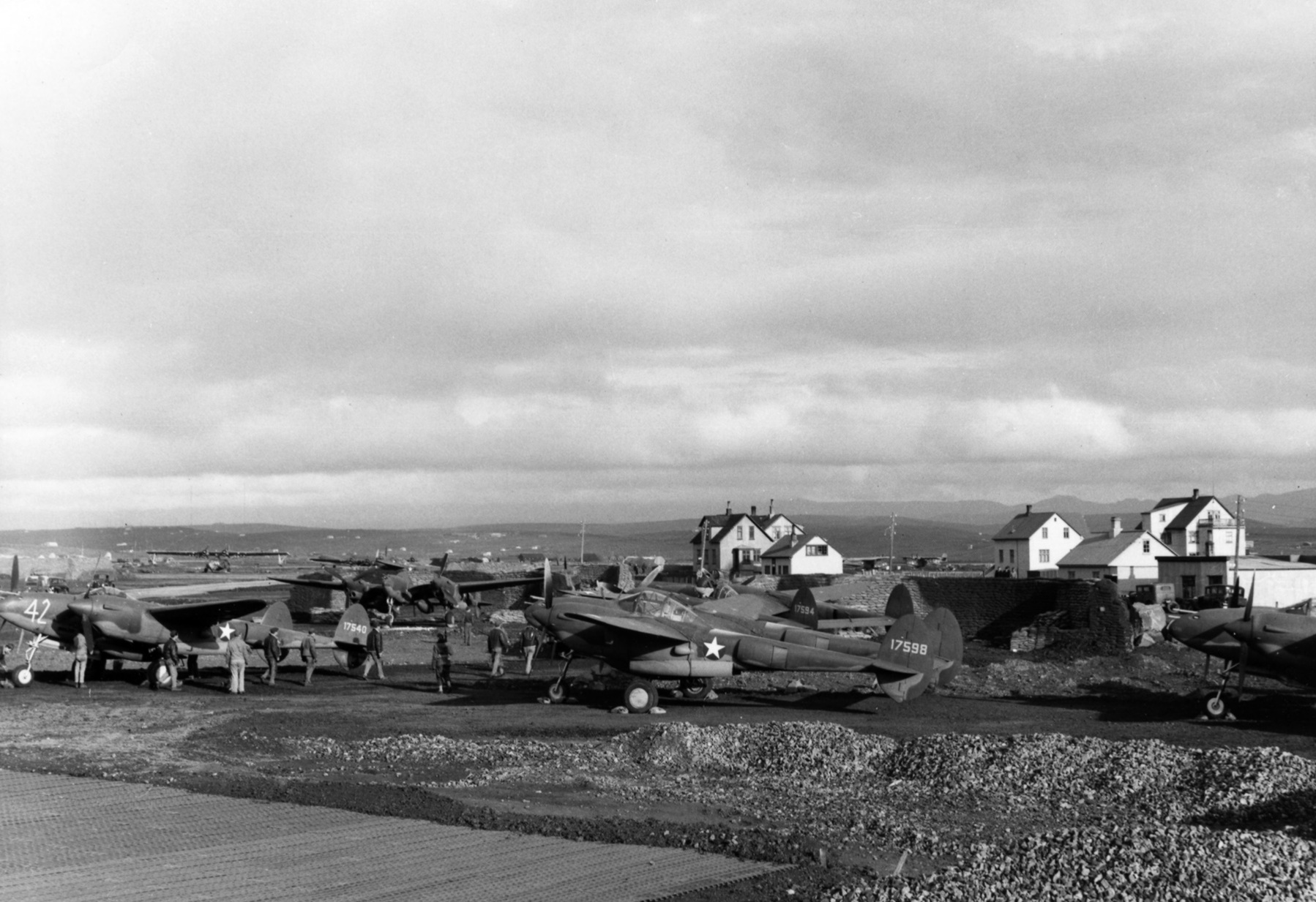
Baza wojskowa na Islandii w 1942. Autor wielokrotnie sięga w powieści do tych zagadnień

Grobowa cisza (isl. Grafarþögn) – powieść kryminalna islandzkiego pisarza Arnaldura Indriðasona, opublikowana w 2001, a w Polsce w 2010 (w tłumaczeniu Jacka Godka). Jest czwartą powieścią cyklu o detektywie Erlendurze Sveinssonie.

## Treść
Akcja rozgrywa się w końcu kwietnia. Kilkuletni Toti, podczas zabawy na budowie nowego osiedla domków (o nazwie Tysiąclecia), w podreykjavíckiej dzielnicy Grafarholt, w pobliżu jeziora Reynisvatn, odkrywa kawałek ludzkiego żebra. Nie rozpoznaje go, myśląc, że to nietypowy kamień. Dopiero przypadkowo zaproszony na bal dziecięcy student medycyny odkrywa, że to fragment ludzkiego szkieletu. Okazuje się, że kość jest fragmentem całego szkieletu, spoczywającego w tym miejscu od około 70 lat. Śledztwo cofa czytelnika w czasie, m.in. do okresu, w którym stał tutaj dom zamieszkały przez tajemnicze małżeństwo (istniał od lat 30. do 80. XX wieku i należał do kupca Beniamina Knudsena, któremu około 1940, w tajemniczych okolicznościach zaginęła narzeczona). W czasie wojny istniała w tym rejonie brytyjska, a potem amerykańska baza wojskowa. Autor opisuje te czasy, które były okresem niebywałego przyspieszenia gospodarczego Islandii, ale również okazją do nielegalnego handlu i kradzieży. Równolegle prowadzony jest drugi wątek, głęboko ingerujący w środowisko patologii społecznej, dotyczący losów rodziny okrutnie traktowanej przez mężczyznę, będącego domowym tyranem. Przejmujące są opisu przemocy rodzinnej, której doświadcza jego żona, a także dzieci - Simon, Tomas i niepełnosprawna Mikkelina, częściowo sparaliżowana po przebytym w wieku trzech lat zapaleniu opon mózgowych.
Ta część opowieści jest ważna dla prywatnego życia Erlendura - jego córka Eva Lindt popada coraz głębiej w narkomanię, czego efektem jest poronienie i długotrwała śpiączka. Do tego epizodu autor wraca wielokrotnie w kolejnych częściach sagi. Nastrój powieści przypomina swym realizmem atmosferę kryminałów Anne Holt, ale u Holt rodzina jest przedstawiana w świetle pozytywnym, natomiast u Indriðasona dobra rodzina jest marzeniem wszystkich, ale nikt nie potrafi jej z powodzeniem stworzyć.

## Nagrody
- Szklany Klucz - 2003
- Złoty Sztylet - 2005
- Barry Award - 2006 (nominacja)